# Bouweteelt

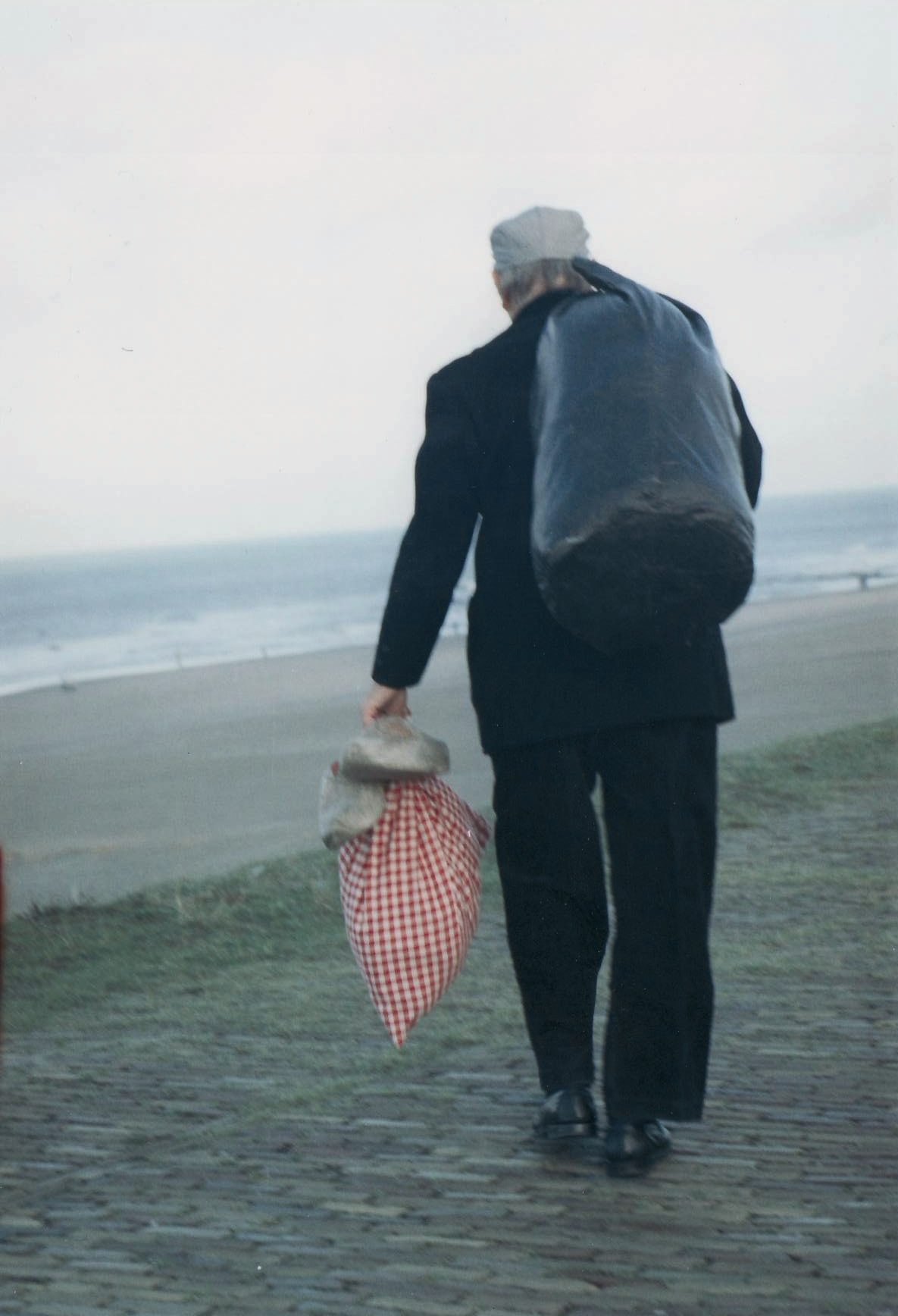
Het is bouweteelt. Foto Piet Spaans, 2007.

De bouweteelt omvatte de periode die onmiddellijk volgde op het jaarlijkse einde van de toenmalige vleetvisserij op haring. Deze visserij vond plaats op de Noordzee tussen eind mei en medio tot eind december van een jaar en ze werd toegepast vanaf een type vissersschip dat de naam logger droeg. 
Scheveningen en Vlaardingen, en in een wat mindere mate ook Katwijk, waren belangrijke vissersplaatsen voor deze vleetvisserij op haring. In de loop van december voeren de haringvissers voor de laatste maal van het jaar huiswaarts. Hun loggers werden vervolgens voor de duur van de winter opgelegd. De vissers monsterden af: het was voor hen bouweteelt! En daarbij ging alles van boord wat aan bruikbaars nog voorhanden was. Het ging dan óf naar de rederijzolders óf het werd verdeeld onder de vissers.
Het begrip ‘bouweteelt’ is een samentrekking van de woorden ‘behouden’ en teelt. Het woordje ‘behouden’ leidde naar de gehoopte goede terugkeer van de visser; hij was gespaard voor gevaren als verdrinking en hij was behouden thuisgekomen. De ‘teelt’ betrof de periode waarin met de vleet werd gevist op haring.